# Drosophila conjectura
Drosophila conjectura är en tvåvingeart som beskrevs av Elmo Hardy 1965. Drosophila conjectura ingår i släktet Drosophila och familjen daggflugor.
Artens utbredningsområde är Hawaii.